# 江尻良文
江尻 良文（えじり よしふみ、1949年3月12日 - 2021年9月11日）は、日本のスポーツジャーナリスト（スポーツライター）。東京スポーツ、サンケイスポーツ、夕刊フジの三紙に渡りプロ野球記者として活動。夕刊フジでは編集委員も務めた（? - 2017年3月）。

## 来歴
神奈川県横浜市出身。早稲田大学法学部中退。中退後、1972年より東京スポーツで20年、その後産業経済新聞社へ移りサンケイスポーツ、夕刊フジで、日本プロ野球担当記者一筋。1972年からの記者生活で最初の3年間は日本ハムファイターズを担当し、その後読売ジャイアンツ（以下、巨人）の担当になった。
なお、著書のあとがきの中で、巨人担当記者になるまでは巨人にもONにも全くの無関心であり、子どもの頃は大毎オリオンズのファンであったことを告白している。
2021年9月11日、膿胸のため東京都内の病院で死去。72歳。前日、日本ハム対ソフトバンク戦で頭部死球を受けながら自力でベンチに戻った柳田悠岐（ソフトバンク外野手）を王貞治（同球団会長）に重ね合わせたコラムが生前最後の原稿となった。

## エピソード

### 夕刊フジの記事
夕刊フジの記事は記名制であるが、当時夕刊フジの公式サイトだったzakzakでは記者名は省略される。しかし、江尻は編集委員のためzakzak上でも「夕刊フジ編集委員・江尻良文」と表記される。また、2009年8月まで江尻の記事はweb上では有料版であるモバイルzakzakの会員でないと読むことができなかった（これは同じ編集委員である久保武司にもいえる）が、9月以降はzakzakのリニューアルに伴い全文読めるようになった。
記事の内容は球界内のあらゆる事象に広範囲に渡るが、基本的には長嶋茂雄・王貞治（最近は長嶋を取り上げることは少ない）の賛美や、その周辺の人物の発言・行動を取りあげている。2006年2月には王が福岡ソフトバンクホークス監督との兼任でワールド・ベースボール・クラシックの日本代表監督に就任したこともあり、王がらみの記事を一ヶ月間、新聞発行日に掲載し続けたこともあった。また、王の他球団に対する分析をそのまま記事にすることが多く、メジャーリーガーの松坂大輔や松井秀喜、さらには斎藤佑樹、田中将大、中田翔もその対象になっている。

### 江尻と巨人軍
江尻は前述したとおり当初は大毎のファンだった（父親が大洋ホエールズのファンでアンチ巨人であったのが原因）。しかし、巨人担当記者になってからONを「球界の人間国宝」と評するまでになった。また一貫して原辰徳監督には否定的な体裁をとり、長嶋には肯定的な態度をとっていたため、そのため王・長嶋のマスコミに対する姿勢に感化された「ON信者」とされている。原辰徳などの存在は実際には王・長嶋と渡邉の賛美や、落合博満・清原和博・古田敦也批判などのダシに使われている場合が多い。長嶋元監督については脳梗塞発症後は登場が激減している。ただし、彼が公の場に姿を現したときは必ず記事になる。彼の脳梗塞発症の原因は落合にあるとしている。
原に関しても、落合同様に就任時より打順やローテの入れ替え、選手の故障などの些細な出来事でチーム内紛や空いたポジションの選手の獲得を煽り立て長嶋と比較、人格面にすらバッシングが及んでいる。それにもかかわらずチームが日本一に輝くと『原辰徳流「活私」管理術―それは長嶋野球の否定から始まった』などという本を出版した（長嶋元監督に関しても本を執筆している）。
前任者の堀内恒夫監督には同情的な記事が多く、人格者であり隠れた名監督とした。もっとも、堀内擁護記事の大半は「清原こそ巨人低迷の元凶」と断じた清原バッシングが目的の記事である。堀内はその後も思い出したように原批判や清原批判に顔を使われている。
清武球団代表の造反においては、告発内容である「岡崎郁ヘッドコーチを解任し、後任を江川卓とするよう渡邉が指示した」ということに関しては「ファンにも受け入れられるだけのインパクトがあったのに、暴露されて白紙に」と書き渡邉を評価している。それに対して清武を「補強に失敗した責任はフロントにある」という渡邉の方針を引用し、髙橋信二、大村三郎の補強を「ピンボケ」、橋上秀樹、秦真司のコーチ就任を「首をかしげるしかない人事」と評し、「渡辺会長の威光を借りて、これまで好き勝手をやっていた清武GM」、「2年連続V逸の元凶だったフロントを束ねる清武氏」として批判。「清武が退任すれば巨人再生の道が開ける」としている。
この他、日本ハムGM・ヤクルト監督・DeNAGMを歴任した高田繁、アテネ五輪監督代理・DeNA監督の中畑清への評価も高い。このように江尻はONも含めて、いわゆる「V9戦士」、および同時代に巨人（もしくはON）のライバルとして立ちはだかった名選手に対してはかなり寛大な内容の記事を執筆することが多い。ただし、森祗晶は別である。

### 江尻が嫌悪する人物
基本的にはON（とくに王貞治）の側に立つ人物には好意的であり、敵対する側には徹底的に罵倒する。特に落合に対してはマスコミに対する態度が悪い（ただし、落合自身は長嶋ファン）ということで徹底的に嫌悪していた。前述のように観客動員もソフトバンク以上にも関わらず不人気球団と揶揄し、勝てばいいという物ではないと非難。また彼を擁護しているのは白井文吾オーナーのみであり、白井オーナーが退任すればいくら成績がよくても解雇されるとしていた。彼によれば後任は牛島和彦であった（実際には高木守道）。また、落合の姿勢を清原・古田・イチローがまねて球界が衰退していると考えており、「天罰が下る」や「最低最悪のボケ老人」といった内容も書く。
しかし、中日が毎年優勝争いに絡んでいることなどもあって、落合の監督としての能力を徐々に評価するようになり、落合が2007年の日本シリーズで中日を53年ぶりの日本一に導くとその手腕をこれまで以上に賛美している。もっとも、別の誰かを引き合いに出し否定する場合が多く、例えばBクラスに低迷した古田（上位チームとの戦力差を考慮しなければならない）や原・コリンズ（「捨て年」による大型連敗を経験）などが史上最低の無能監督のごとく否定された（結果的に王を彼ら以上に否定することになるような陳腐なものが多い）。2007年の場合、クライマックスシリーズ（以下CS）で原率いる巨人が中日に3連敗したこともあって落合の采配を評価していた。山井大介を完全試合目前で降板させた2007年日本シリーズ完全試合リレーに対しては「王監督が擁護した」という理由で評価した。

### 『球界に直言!』
物議を醸す江尻の記事ではあるが、一般的な話題について論述を行うこともある。
2006年9月4日から『夕刊フジBLOG』でコラム『球界に直言!』という連載を開始、週一回のペースで更新していた（2009年3月末の夕刊フジブログ更新終了に伴い、2009年3月27日投稿分を最後に連載を終了）。この中で江尻は数々の球界を良くする方法論や記者ならではの裏話などを展開。夕刊フジの記事同様清原や落合（選手時代、監督就任後両方）、古田をプロ野球を低迷させた人物として痛烈に批判している。また、長船騏郎や山本英一郎をアマチュア野球界のドンと非難し、彼等の退任（長船は2007年、山本は2006年に死去）によりアマチュア野球界とプロ野球界の雪解けが進むとしている。
球界再編問題に関してはプレーオフ制度に関しては一貫して否定的である。一方で、1リーグ制に賛成するなど、渡邉恒雄の信奉者である。近鉄とオリックスの合併も予測していた。また渡邉はプレーオフ制に最後まで強硬に反対していた一人である。巨人のスクープは、スポーツニッポン（スポニチ）などと同様の、「FA資格を持った選手（そのクラスは問わない）や契約の微妙なメジャーリーガーを巨人が獲得する」といった記事が多い。
また、2006年夏には中日ドラゴンズの次期二軍監督に辻発彦を起用という記事を掲載、実際に辻は同年秋に二軍監督に就任する（これは王と親交のある森祇晶や須藤豊＝夕刊フジ評論家などとのパイプによるものである）など、東スポ記者時代からスクープ記事がある。

## 著書
- 『星野阪神の深層―知られざる637日』（東邦出版 ISBN 4-8094-0334-3）
- 『真説・長嶋茂雄―実名証言「最強の番記者書き下ろし」』（ベストセラーズ ISBN 4-584-00840-X）
- 『原辰徳流「活私」管理術―それは長嶋野球の否定から始まった』－東邦出版 ISBN 4-8094-0292-4
- 『王貞治　壮絶なる闘い』（竹書房 ISBN 4-8124-2980-3）
- 『松坂大輔　世界のエースが歩んだ道』（日本文芸社 ISBN 978-4-537-25483-9）瀬川ふみ子との共著、江尻は西武ライオンズ時代からボストン・レッドソックス入りまでの時期を担当
- 『はたしてイチローは本当に「一流」なのか』（双葉社 ISBN 978-4575153736）